# الحرب المقدسة للخواجة السبعة
الحرب المقدسة للخواجة السبعة، والمعروفة أيضًا باسم ثورة الخواجة السبعة (بالصينية: 七和卓之亂) كانت ثورة ضد أسرة تشينغ في الصين، اندلعت في عام 1847 في عهد الإمبراطور داوجوانج. قاد الثورة سبعة من الزعماء المسلمين في سنجان، بما في ذلك والي خان، وكاتا خان، وكيشيك خان، وتوكل خوجا. هاجم المتمردون، بدعم من خانية خوقند، كاشغر ويرقند ويانغي حصار باسم "الحرب المقدسة" في محاولة لاستعادة الأراضي بعد الغزو المتكرر مثل غزو الزونغار لألتيشهر. لم تكن الثورة ناجحة، ولكن يمكن اعتبارها في بعض النواحي بمثابة المراحل الأولية للانتفاضات ضد حكم تشينغ في ألتيشهر.

## طالع أيضًا
- سنجان تحت حكم تشينغ
- ثورة آفاقي خوجة